# Thymbris
Thymbris är ett släkte av insekter. Thymbris ingår i familjen dvärgstritar.
Kladogram enligt Catalogue of Life:
| Thymbris | \| \| Thymbris convivus \| \| \| \| \| \| Thymbris inachis \| \| \| \| \| \| Thymbris melvillinsis \| \| \| \| \| \| Thymbris pulcherrima \| \| \| \| \| \| Thymbris rieki \| \| \| \| |
|          | \| \| Thymbris convivus \| \| \| \| \| \| Thymbris inachis \| \| \| \| \| \| Thymbris melvillinsis \| \| \| \| \| \| Thymbris pulcherrima \| \| \| \| \| \| Thymbris rieki \| \| \| \| |
|          | Thymbris convivus |
|          | |
|          | Thymbris inachis |
|          | |
|          | Thymbris melvillinsis |
|          | |
|          | Thymbris pulcherrima |
|          | |
|          | Thymbris rieki |
|          | |